# Ригли, Эдвард Энтони
Сэр Эдвард Энтони Ригли (англ. Edward Anthony (Tony) Wrigley, 17 августа 1931, Манчестер, Ланкашир — 24 февраля 2022) — британский исторический демограф. Ригли и Питер Ласлетт в 1964 году стали сооснователями Кембриджской группы по истории населения и социальной структуры. 
Ригли родился 17 августа 1931 года в Манчестере. Научные работы Ригли сосредоточены на демографической истории, а также на долгосрочных причинах и последствиях урбанизации и индустриализации. Среди своих многочисленных публикаций Ригли известен книгой «Непрерывность, шанс и изменение», опубликованной в 1988 году, в которой он объяснил, почему Мальтус был неправ относительно закона убывающей отдачи, замедляющего рост населения. Однако его самая знаменитая работа — «История народонаселения Англии, 1541–1871», опубликованная в 1981 году вместе с соавтором Роджером С. Шофилдом.
Ригли закончил бакалавриат и аспирантуру в Питерхаусе, Кембридж, в период с 1949 по 1958 год. Он был избран феллоу Питерхауса и занимал этот пост до 1979 года, когда стал там почётным научным сотрудником, а также профессором демографических исследований в Лондонской школе экономики. Он оставил профессорскую должность в 1988 году, став старшим научным сотрудником в Колледже всех душ в Оксфорде, и вернулся в Кембридж в качестве профессора экономической истории на период 1994–1997 годов. По состоянию на 2019 год он был почётным феллоу Питерхауса. Он был магистром колледжа Корпус-Кристи в Кембридже с 1994 по 2000 год и был избран членом Британской академии в 1980 году, занимая пост президента с 1997 по 2001 год. Он также был членом Американского философского общества и Американской академии искусств и наук. Он был лауреатом медали и премии Леверхалма 2005 года, присуждаемой Британской академией, и в том же году стал членом Quondam Колледжа всех душ. 
В 1960 году Ригли женился на Мике Спелберг, у пары к 1972 году родились три дочери и сын. Он умер 24 февраля 2022 года в возрасте 90 лет.

## Публикации
- Industrial growth and population change; a regional study of the coalfield areas of north-west Europe in the later nineteenth century, Cambridge University Press 1961,
- An introduction to English historical demography from the sixteenth to the nineteenth century, редактор, Weidenfeld & Nicolson (London) 1966
- Population and history, Weidenfeld & Nicolson (London) 1969, ISBN 0-303-17579-6
- Nineteenth-century society essays in the use of quantitative methods for the study of social data, редактор, Cambridge University Press 1972, ISBN 0-521-08412-1
- Population private choice and public policy, The Lindsey Press (London) 1972, The Essex Hall lecture
- Identifying people in the past, Arnold (London) 1973, ISBN 0-7131-5694-5
- Towns in Societies (редактор, 1978)
- People, cities, and wealth: the transformation of traditional society, Blackwell 1987, ISBN 0-631-13991-5
- The population history of England, 1541-1871: a reconstruction, Harvard University Press (Cambridge, Mass) 1981, ISBN 0-674-69007-9
- People Cities and Wealth: The Transformation of Traditional Society, Blackwell Publishers 1989, ISBN 0-631-16556-8
- Continuity, Chance and Change: The Character of the Industrial Revolution in England, Cambridge University Press 1990, ISBN 0-521-39657-3
- Poverty, Progress, and Population, Cambridge University Press 2004, ISBN 0-521-82278-5
- English Population History from Family Reconstitution 1580-1837, with R. S. Davies, J. E. Oeppen and R. S. Schofield, Cambridge University Press 2005, ISBN 0-521-02238-X
- Industrial Growth and Population Change, Cambridge University Press 2007, ISBN 0-521-02553-2
- Energy and the English Industrial Revolution, Cambridge University Press 2010, ISBN 978-0-521-76693-7
- The Path to Sustained Growth. England's Transition from an Organic Economy to an Industrial Revolution. Cambridge University Press, 2016, ISBN 978-1-316-50428-4.